# Michelle Jenneke
Michelle "Shelly" Jenneke (Kenthurst, Nova Gal·les del Sud, 23 de juny de 1993) és una atleta australiana especialitzada en les curses de tanques. Ha participat en 2 Olimpíades, 5 Campionats del Món i ha aconseguit 2 medalles en els Campionats d'Oceania.
Va rebre l'atenció mundial dels mitjans de comunicació pel seu ball d'escalfament previ a la cursa. A més exerceix de model.

## Marques personals
| Disciplina   | Marca | Seu      | Data                 |
| ------------ | ----- | -------- | -------------------- |
| 100m tanques | 12.65 | Hengelo  | 7 de juliol de 2024  |
| 60m tanques  | 7.89  | Berlín   | 10 de febrer de 2023 |
| 100m llisos  | 11.63 | Brisbane | 7 de gener de 2023   |

## Trajectòria professional
| Jocs Olímpics       | Jocs Olímpics  | Jocs Olímpics                  | Jocs Olímpics |
| Any                 | Seu            | Posició                        | Prova         |
| ------------------- | -------------- | ------------------------------ | ------------- |
| 2016                | Rio de Janeiro | 37a posició (Heats)            | 100m tanques  |
| 2024                | París          | 39a posició (Ronda de Repesca) | 100m tanques  |
| Campionat del món   |                |                                |               |
| 2015                | Pequín         | 18a posició (semifinals)       | 100m tanques  |
| 2017                | Londres        | 21a posició (semifinals)       | 100m tanques  |
| 2019                | Doha           | 19a posició (semifinals)       | 100m tanques  |
| 2022                | Eugene         | 11a posició (semifinals)       | 100m tanques  |
| 2023                | Budapest       | 14a posició (semifinals)       | 100m tanques  |
| Campionat d'Oceania |                |                                |               |
| 2019                | Townsville     | 3                              | 100m tanques  |
| 2022                | Mackay         | 2                              | 100m tanques  |